# Kinzua Bridge

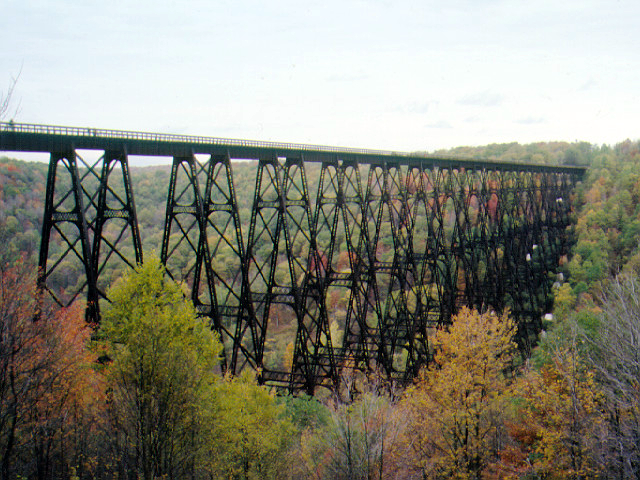
Kinzua-Brücke vor dem Zusammenbruch 2003

Die Kinzua-Brücke (englisch Kinzua Bridge) der Erie Railroad im Norden des Bundesstaates Pennsylvania in den Vereinigten Staaten im Allegheny National Forest war 92 m hoch und 625 m lang und galt als die zweithöchste Brücke in den Vereinigten Staaten (nach der Pecos River High Bridge). Sie wurde bei einem Tornado am 21. Juli 2003 zerstört.

## Geschichte

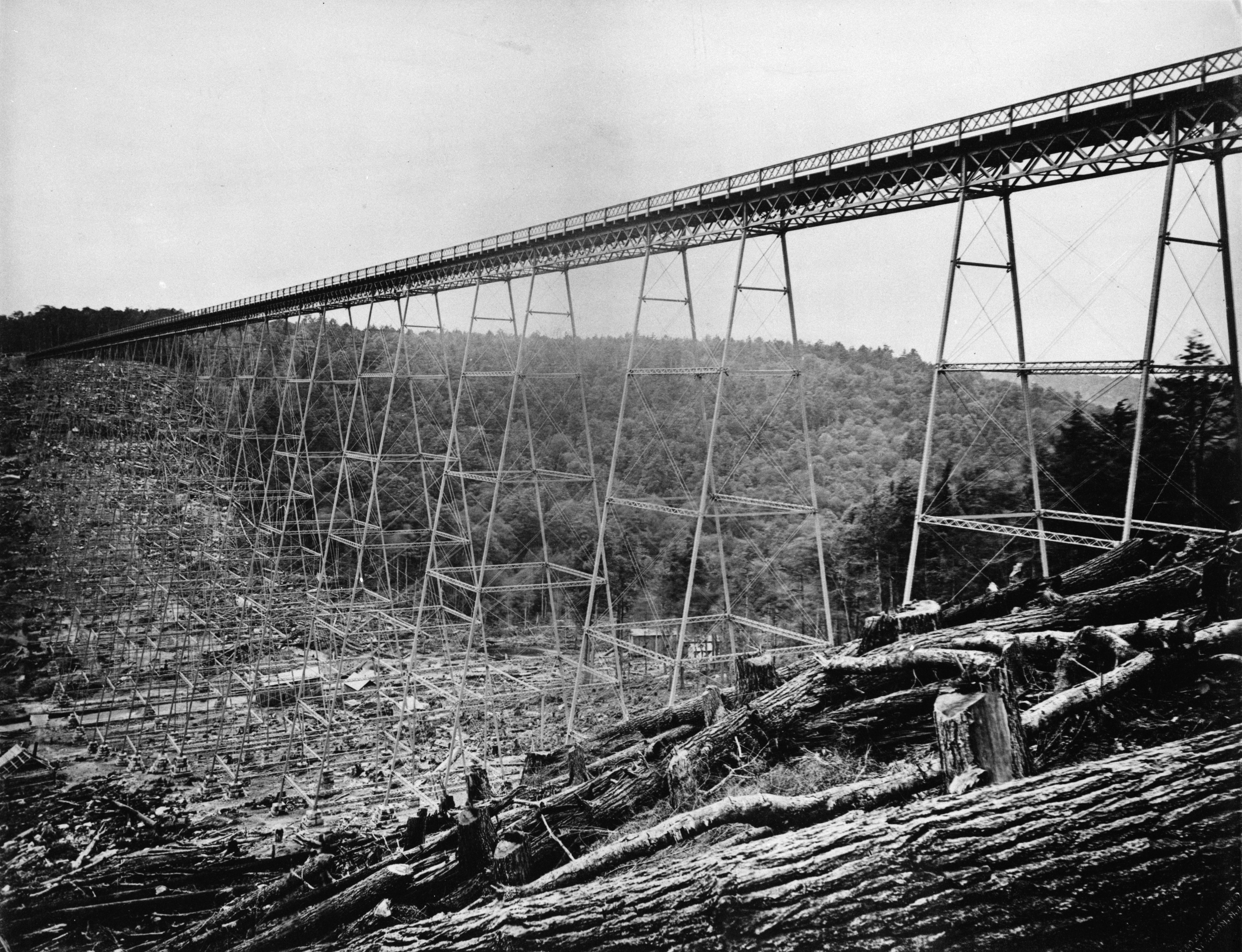
Kinzua-Brücke um 1882

Um die Kohlevorkommen im nördlichen Pennsylvania in der Nähe von Brockway für die Abnehmer in Buffalo und an den Großen Seen zu erschließen, beschloss die New York, Lake Erie and Western Railroad, eine Vorgängergesellschaft der Erie Railroad, eine Nebenstrecke von ihrer Hauptlinie New York–Cleveland zu bauen. Größtes Hindernis der in Carrollton beginnenden Strecke war das Tal des Kinzua Rivers. Durch Adolphus Bonzano von der Phoenixville Bridge Works Company und Oliver W. Barnes von der Bahngesellschaft erfolgte die Planung der Brücke. Konstruiert und gebaut wurde sie von Octave Chanute. Die 1881 begonnenen Arbeiten an den Fundamenten dauerten 6 Monate. Die Sandsteinfundamente besitzen ein Volumen von 5.810 m³. Am 10. April 1882 begann man mit der Errichtung der Eisenkonstruktion. Durch nur 40 Arbeiter wurde der Bau innerhalb von 94 Tagen fertiggestellt. Die Brücke kostete damals 167.000 Dollar und es wurden 1.159 Tonnen Eisen verbaut. Nach Fertigstellung begann man das Bauwerk unter der Bezeichnung „Achtes Weltwunder“ zu vermarkten; die Brücke war mit 301 ft (92 m) bei ihrer Fertigstellung und bis zur Eröffnung des Garabit-Viadukts 1884 die höchste Eisenbahnbrücke der Welt und gleichzeitig eine der längsten. Es wurden spezielle Personenzüge über die Brücke eingesetzt. Mit den damit verbundenen Einnahmen konnten die Baukosten mehr als gedeckt werden. Mit Kriegseintritt der Vereinigten Staaten in den Ersten Weltkrieg endeten die Vergnügungsfahrten.
Bei starken Winden begann die Brücke zu schwingen. Die Geschwindigkeit für passierende Züge wurde bei einer solchen Witterung auf 8 km/h reduziert, um Schäden oder ein Unglück zu verhindern.
Um den höheren Gewichten von Lokomotiven und Wagen gerecht zu werden, wurde die Brücke 1900 umgebaut. Dabei wurde die Eisenkonstruktion durch eine solche aus Stahl ersetzt. Die Bauarbeiten begannen am 24. Mai 1900 und am 25. September 1900 wurde die Strecke wieder für den Verkehr freigegeben. Rund 100 bis 150 Arbeiter verbauten rund 2.500 Tonnen Stahl. Verantwortlich für die Konstruktion war der Chefingenieur der Erie Railroad C. W. Bucholz. Dabei wurde auch auf eine verbesserte Widerstandsfähigkeit gegen starke Winde Wert gelegt.
In der Folgezeit erfolgte alle sieben Jahre ein Neuanstrich der Brücke. Zwischen 1907 und 1933 wurden die Fundamente der Brücke mit Beton ummantelt. Nach dem Ende der Kohleförderung in Pennsylvania wurde die Strecke nicht mehr benötigt. Am 21. Juni 1959 fuhr der letzte planmäßige Zug über die Strecke. 1963 wurde die Brücke vom Bundesstaat Pennsylvania übernommen und zum Kinzua Bridge State Park erklärt. 1970 erfolgte die Eröffnung des Parkes. Mit der Aufnahme in die Liste der National Historic Civil Engineering Landmark 1975 wurde die Bedeutung der Brücke weiter gewürdigt.
Die Knox and Kane Railroad begann 1987 von Marienville (Pennsylvania) aus mit Touristenzügen über die Brücke zu fahren. 2001 erklärt das Verkehrsministerium von Pennsylvania die State Route 3011 zum ersten Scenic Byway des Bundesstaates.
Am 27. Juni 2002 wurde aufgrund des schlechten Zustandes der Brücke die Überquerung mit Zügen verboten; die Brücke wurde auf die Liste der am meisten gefährdeten Objekte von Pennsylvania gesetzt. Am 23. August 2002 erfolgte die Schließung der Brücke auch für Fußgänger, da die Gefahr bestand, dass die Brücke bei ungünstigen Winden instabil werden könnte. Im Frühjahr 2003 begann man mit Reparaturen und Erneuerungsarbeiten an der Brücke. Durch einen Tornado der Stärke F-1 auf der Fujita-Skala stürzten am 21. Juli 2003 11 der 20 Pfeiler ein. Ursache war die korrodierte und geschädigte Verbindung der Brückenelemente mit den Fundamenten, die seit 1882 unverändert war.
Mit geschätzten Kosten von rund 45 Mio. Dollar wurde ein Wiederaufbau vom Bundesstaat Pennsylvania abgelehnt und kam auch mittels privater Initiativen nicht zustande. Demzufolge wurde die Brücke am 21. Juli 2004 aus dem National Register of Historic Places gestrichen.

## Der Kinzua Sky Walk

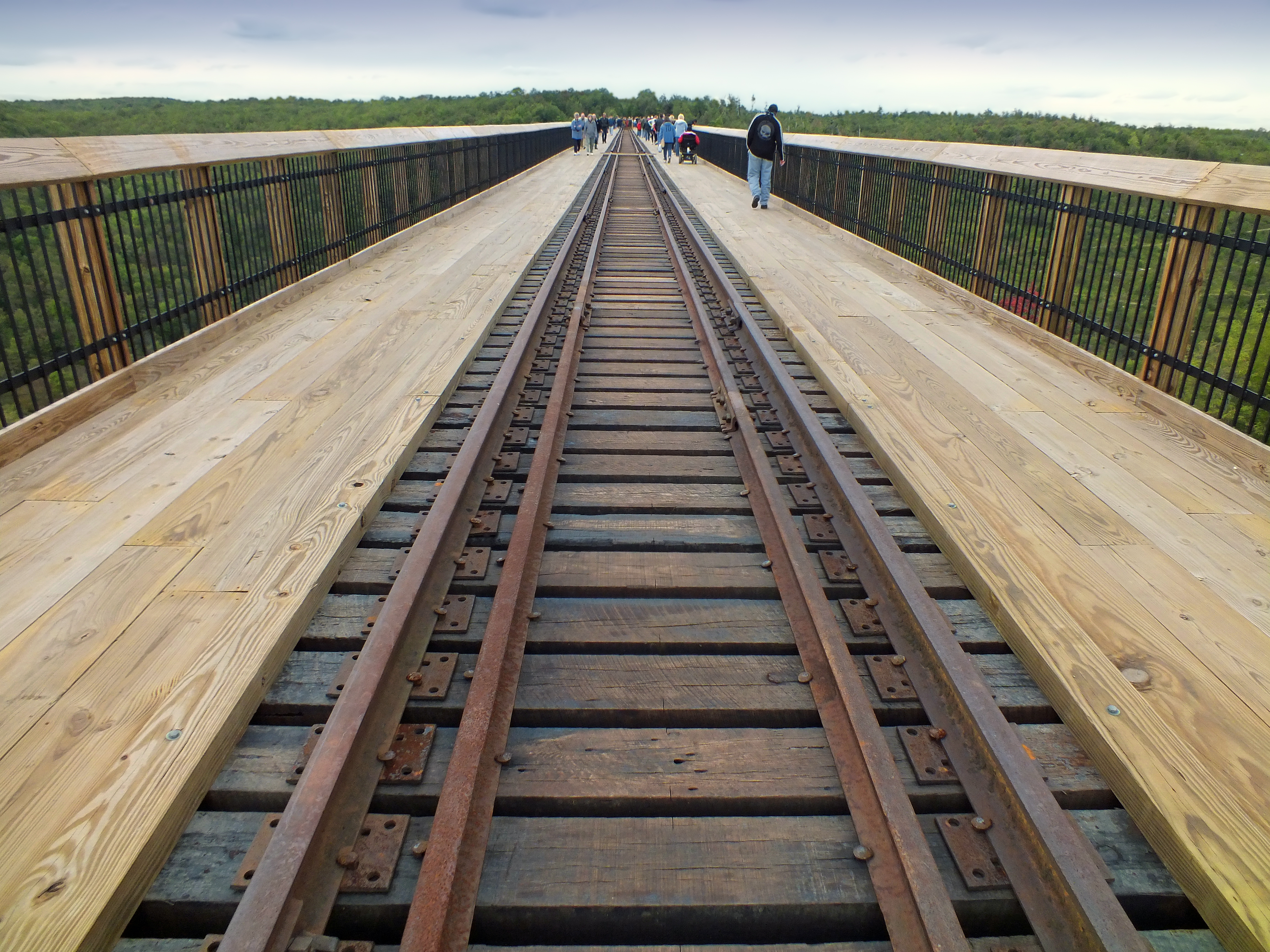
Die renovierte Brücke mit Besucherweg

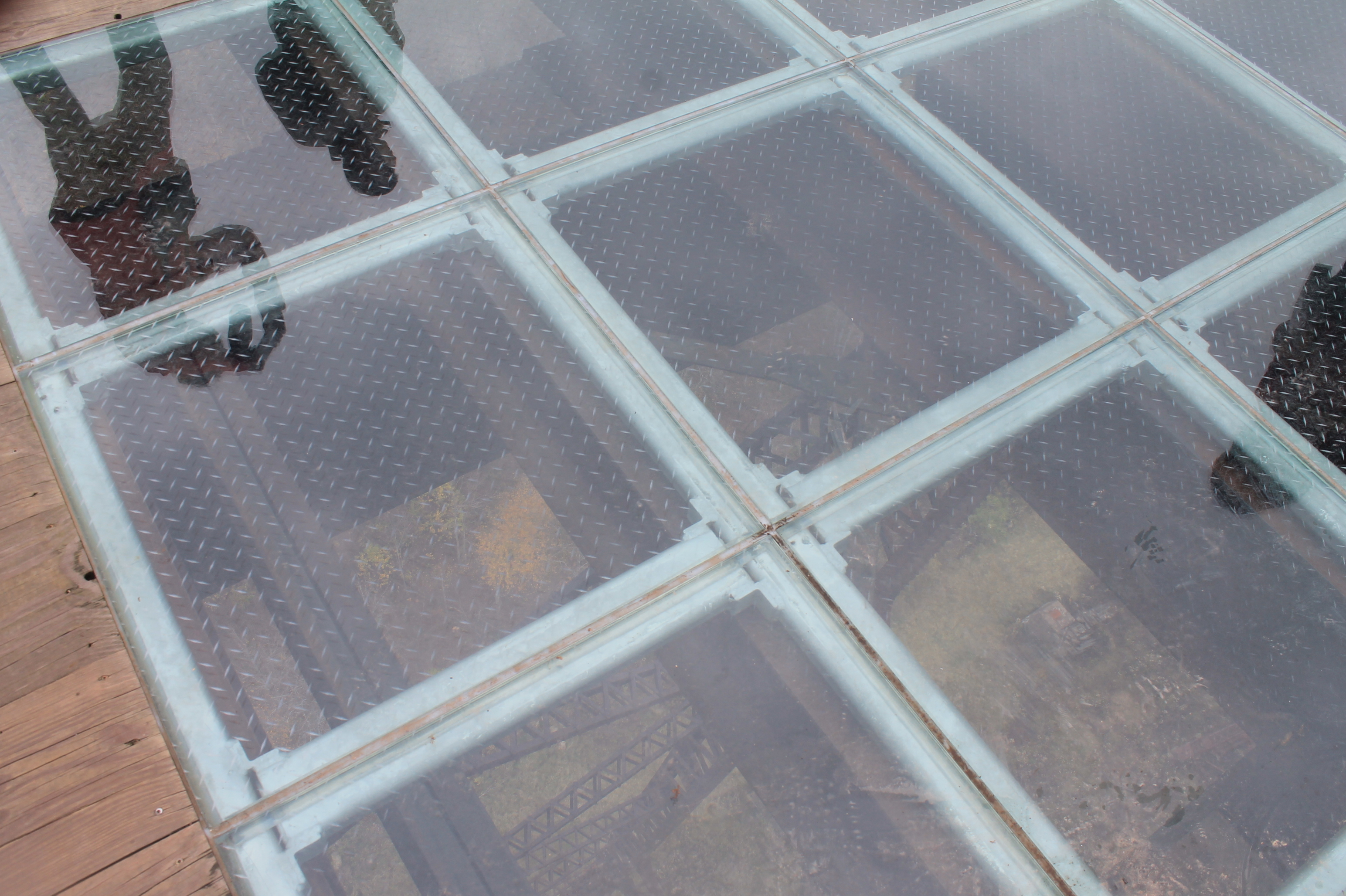
Glasboden auf der Brücke

Aufgrund der regionalen wirtschaftlichen Bedeutung des Kinzua Bridge State Parks, der vor der Zerstörung der Brücke jährlich rund 215.000 Besucher verzeichnete und unter den Top-20-State-Parks in Pennsylvania gelistet wurde, beschloss das Pennsylvania Department of Conservation and Natural Resources (DCNR) 2005, die noch bestehenden Brückenteile am südlichen Ende zu stabilisieren und diese als Basis für eine mögliche Aussichtsplattform zu nutzen. Im Zuge dessen sollte auch die arg in die Jahre gekommene Infrastruktur des Kinzua Bridge State Parks grundlegend erneuert und erweitert werden.
Diesen Plänen kam entgegen, dass die Betreiberfirma der historischen Bahnlinie, die Knox and Kane Railroad, 2004 ihren Betrieb einstellen musste, verlor sie doch durch den Kollaps der Brücke ihren attraktivsten Streckenteil und damit rund 75 % ihrer Kundschaft. Nach der Übernahme der Konkursmasse durch eine Drittfirma wurden ab 2008 die Gleise der beiden Zufahrtstrecken zur Brücke entfernt und als Schrott verkauft. Aufgrund des Right-of-Way kann der verbleibende Bahnkörper in Zukunft nun zum Wander- oder Radweg (Rail-Trail) umgestaltet werden.
Mit einer Feier wurde am 15. September 2011 der Kinzua Sky Walk eröffnet. Die Aussichtsplattform liegt rund 68,6 Meter über dem Grund, verfügt über einen Glasboden und bietet einen imposanten Blick über das Tal des Kinzua. Am 1. Juli 2016 eröffnete das neue Visitor Center des Kinzua Bridge State Parks mit Ausstellungen und Shops zur Geschichte der Region, lokalem Gewerbe, Kunsthandwerk und Umweltthemen. Die weiteren Überreste der zerstörten Brücke sollen einen Eindruck über die Kräfte der Naturgewalten vermitteln und als solches liegen bleiben.